# Juan de la Cierva

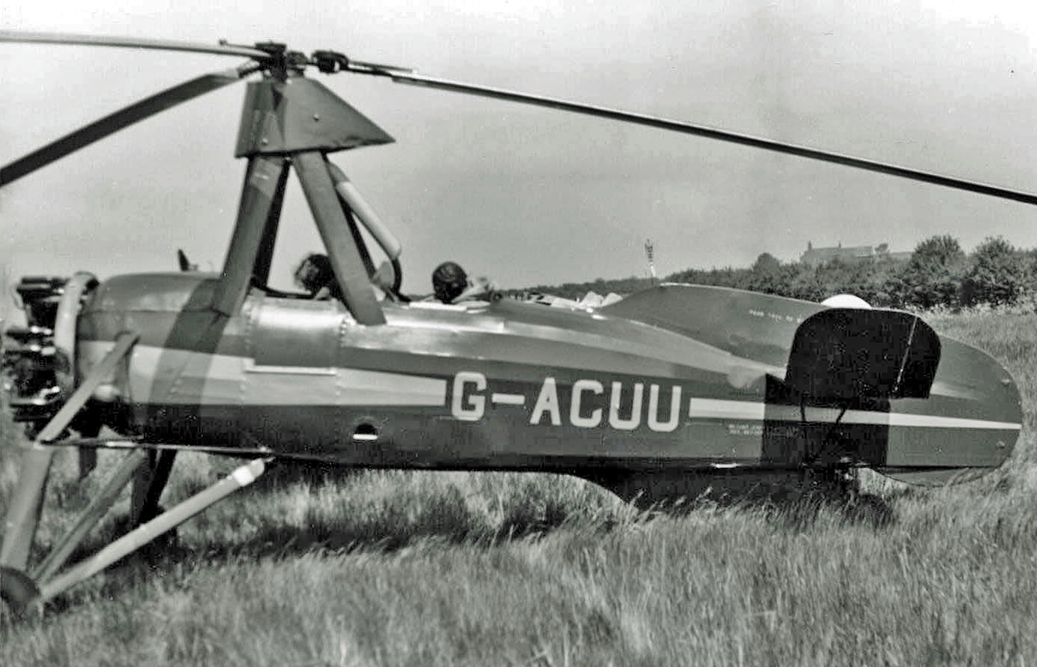
Wiatrakowiec C.30A

Juan de la Cierva y Codorníu (ur. 21 września 1895 w Murcja, zm. 9 grudnia 1936 w Croydon) – hiszpański inżynier, konstruktor lotniczy i pilot. 
Cierva już w wieku 15 lat zaczął budować szybowce-lotnie, na których wykonywał loty.
W 1919 zaprojektował i zbudował bardzo oryginalny trzysilnikowy dwupłatowiec Cierva C-3 specjalnie na rozpisany przez Aeronáutica Militar (ówczesne wojska lotnicze Hiszpanii) konkurs na wielosilnikowy bombowiec. W 1919 po wypadku Ciervy C-3 spowodowanym przez oblatywacza który przeciągnął samolot i rozbił go, Cierva rozpoczął prace nad nowym typem aerodyny, która miałaby zapewnić większe bezpieczeństwo użytkownikom w razie utraty mocy przez silnik czy silniki. Cierva doszedł do wniosku, że jedyną konstrukcją dającą tego typu bezpieczeństwo jest samolot z ruchomymi skrzydłami (wirnikiem) zapewniającymi siłę nośną używając do tego zjawiska autorotacji. Nie była to pierwsze próba zbudowania wiropłatu, ale z wyjątkiem zbudowanego około 1918 śmigłowca PKZ 2 wszystkie wcześniejsze próby ograniczały się co najwyżej do niewysokich skoków tego typu konstrukcji.
Maszynę tę nazwał autogiro (autożyrem), obecnie podobne konstrukcje zwane są wiatrakowcami.
Pierwszy, nieudany model autożyra z dwoma przeciwbieżnymi wirnikami osadzonymi na wspólnej, pionowej osi, Cierva C.1, został skonstruowany w 1920. W drugim, także nieudanym modelu Cierva C.2 trójłopatowy wirnik został osadzony sztywno na głowicy. W trzecim i ostatnim nieudanym wiatrakowcu Cierva C.3 konstruktor usiłował rozwiązać problem przechylania się maszyny w prawo spowodowany nierównomiernie generowaną siłą nośną ale i ta maszyna okazała się nieudana
W modelu Cierva C.4 zastosowano po raz pierwszy wirnik przegubowy i był to pierwszy udany wiatrakowiec który cechował się dobrą manewrowością umożliwiającą wykonywanie lotów w obwodzie zamkniętym. W modelu Cierva C.5 zastosowano lotki na wysięgnikach w celu zmniejszenia momentu przechylającego.
W 1934 Juan de la Cierva jako pierwszy odbył lot wiatrakowcem z pokładu okrętu „Dédalo”.
W połowie lat dwudziestych Cierva przeniósł się do Wielkiej Brytanii, gdzie stanął na czele przedsiębiorstwa Cierva Autogiro Company Ltd opracowującego i produkującego kolejne, coraz doskonalsze, modele wiatrakowców. W 1934 roku jeden z modeli (Cierva C.30) zakupiła Polska dla potrzeb swoich sił zbrojnych. Wiatrakowiec z Anglii do Polski pilotował Bolesław Stachoń.
W 1932 Juan de la Cierva został odznaczony Wielkim Złotym Medalem FAI.
Zginął w katastrofie lotniczej jako pasażer samolotu komunikacyjnego DC-2.